# Glycosmis dinhensis
Glycosmis dinhensis är en vinruteväxtart som beskrevs av Jean Baptiste Louis Pierre och André Guillaumin. Glycosmis dinhensis ingår i släktet Glycosmis och familjen vinruteväxter. Inga underarter finns listade i Catalogue of Life.